# Saint-Étienne-aux-Clos
Saint-Étienne-aux-Clos é uma comuna francesa na região administrativa da Nova Aquitânia, no departamento de Corrèze. Estende-se por uma área de 34,78 km². Em 2010 a comuna tinha 240 habitantes (densidade: 6,9 hab./km²).